# Ubľa
Ubľa est un village de Slovaquie situé dans la région de Prešov.

## Géographie
Le village comporte un poste de frontière routier entre l'Ukraine et la Slovaquie.

## Histoire
Première mention écrite du village en 1567.

## Démographie

### Évolution de la population
| Année:               | 1994. | 2004.   | 2014.   | 2024.   |
| -------------------- | ----- | ------- | ------- | ------- |
| Nombre de personnes: | 869   | 873     | 794     | 760     |
| Différence:          |       | +0,46 % | -9,04 % | -4,28 % |

| Année:               | 2023. | 2024.   |
| -------------------- | ----- | ------- |
| Nombre de personnes: | 774   | 760     |
| Différence:          |       | -1,80 % |